# Чижов, Антон Андреевич
Антон Андреевич Чижов (род. 1960) — советский и российский программист, стоявший у истоков русификации персональных компьютеров и создания локализованных версий программ на русском языке, один из основателей компании «ПараГраф».

## Биография
Учился в средней школе № 7 с углублённым изучением математики и информатики. Окончил факультет ВМК МГУ по кафедре алгоритмических языков (1983).
Создал первый в СССР русификатор для IBM PC, первый вирус и антивирус для IBM PC. Разработал ряд системных программ, утилит, средств русификации разных пакетов. Автор первых в СССР кириллических клавиатурных и экранных драйверов «Альфа» и «Бета» (1982).
Окончил аспирантуру факультета вычислительной математики (1986). Защитил диссертацию «Объектно-ориентированные операционные система» на степень кандидата физико-математических наук (1986).
Научный сотрудник Вычислительного центра АН СССР (1986—1988).
Сотрудник кооператива «Техника», созданного Артёмом Тарасовым (1987).
Учредил и работал в собственной фирме CapitalSoft в 1997—1998 годах.
Руководитель проекта по созданию Интернет-портала, директор по технологиям в компании IBS Group (1997—1998).
Соучредитель, руководитель направления, затем московского офиса в компании «ПараГраф» (1988—1997). Стал менеджером по коммуникациям между «ПараГраф» и Apple при создании программы распознавания рукописного текста для Apple Newton.
Работал в компании ThinkWave в 1998—2001 годах.
Вице-президент по технологиям и внедрениям в компании «Parallel Graphics» (2001—2005). Занимался проектами виртуальной реальности для Дисней, Microsoft, Mitsubishi. Отвечал за контракты по созданию трёхмерной анимированной документации для Boeing, Airbus, Европейского космического агентства и других компаний.
Работа в компании InvisibleCRM (с 2005 года), где разрабатывал desktop-приложения для SaaS-систем, включая Salesforce, Siebel, EMC Documentum, NetSuite и других.
После ухода из Invisible CRM вместе с партнером основал компанию «Апрентис», создавшую одноимённую платформу Апрентис — конструктор для создания бизнес-приложений типа CRM, ERP, ЭДО и аналогичных.